# Secret Avengers
Secret Avengers is een Amerikaanse stripreeks van Marvel Comics waarin een fictief superheldenteam met dezelfde naam centraal staat. De stripreeks werd aanvankelijk geschreven door Ed Brubaker, en draait om een geheime eenheid van de Avengers, die opereert onder leiding van kapitein Steve Rogers (de voormalige Captain America).   De serie maakt deel uit van de herlancering van de Avengers -lijn als onderdeel van het " Heroic Age ".

## Publicatiegeschiedenis
Marvel kondigde schrijver Ed Brubaker en tekenaar Mike Deodato aan als het creatieve team achter de Secret Avengers. In februari 2010 startte Marvel een promotiecampagne met een reeks teaser afbeeldingen om de komst van de nieuwe serie te hypen, waarbij ze de teamleden geleidelijk onthulden over een periode van twee maanden.  De serie begon eind mei 2010 ( omslagdatum juli 2010).
Vanaf de start van de reeks bestaat het team uit Beast, War Machine, Valkyrie, Moon Knight, Nova, Black Widow, Sharon Carter en Ant-Man  onder leiding van kapitein Steve Rogers .  Het team veranderde geregeld gedurende de reeks. Over de toon van de nieuwe titel zei Brubaker:
Secret Avengers zal zeker veel van de spionageplots en de Steranko invloed hebben, en de gekke Kirby technologie, maar ik denk niet dat er veel soap opera zal zijn. Ik hoop dat het anders aanvoelt dan welk Avengers team dan ook, ooit.
Nadat Brubaker de stripreeks had verlaten, schreef auteur Nick Spencer onder andere de eerste Secret Avengers "Point One"-strip (#12.1). Secret Avengers werd vervolgens geschreven door Warren Ellis vanaf nummer 16 t.e.m. 21 en schrijver Rick Remender nam het over vanaf nummer 21.1 met voormalig Hulk- tekenaar Gabriel Hardman.  Remender bevestigde dat uitgave #37 zijn laatste uitgave van Secret Avengers zal zijn. 
Tijdens de New York Comic Con 2012 werd aangekondigd dat de titel opnieuw zou worden gelanceerd als onderdeel van het Marvel NOW! initiatief, met Nick Spencer die terugkeerde als schrijver.  Spencer verklaarde: 'Dit is echt een SHIELD-verhaal. We hebben al lang behoefte aan een SHIELD-strip, en dit bood ons de kans om dat eindelijk te realiseren. Hoewel het Avengers-initiatief binnen SHIELD een belangrijk element is, blijft het een SHIELD-operatie, en alles vloeit daaruit voort. Nick Fury en Agent Coulson spelen hierin een centrale rol; Nick is de SHIELD-agent die het team in het veld begeleidt, terwijl Coulson een ondersteunende en verbindende rol vervult door het verhaal te vertellen en het team te coördineren. Ze vormen een belangrijk onderdeel van elke missie en vervullen in zekere zin een leidersrol.' 
Het derde deel werd in april 2015 stop gezet na nummer 15.

## Geschiedenis

### Deel 1
Na de gebeurtenissen van " Dark Reign " en Siege werd Norman Osborn afgezet als Amerika's 'hoofd van de ordehandhaving,' en werd zijn organisatie HAMMER ontmanteld. Als reactie op zijn inzet bij het hervormen van de oorspronkelijke Avengers en en het beëindigen van het beleg van Asgard, benoemde de president voormalig Captain America Steve Rogers tot Amerika's nieuwe belangrijkste handhaver van de wet. Op verzoek van Rogers werd ook de Superhuman Registration Act ingetrokken.   Hierna stelde kapitein Rogers de Secret Avengers samen, een superheldenteam dat, naast het hoofdteam van de Avengers, opereert in het geheim.
De openingsnummers laten zien dat het team proactief is in het aanpakken van bekende bedreigingen en deze aanpakt, in de stijl van black-ops. Ze zijn lijnrecht tegenover een groep genaamd de " Shadow Council " die geleid lijkt te worden door Nick Fury. Bij een van deze plots vinden ze een gevaarlijk artefact: de "Tentakelkroon". Na wat onderzoek vindt de groep een link met de Roxxon Corporation, wat leidt tot onderzoek naar een mijnbouwlocatie op Mars. Richard Rider gaat aan de slag met de zaak en tijdens zijn onderzoek vindt hij nog een kroon, de " Serpent Crown ". Nova is in het bezit van de kroon, maar hij wordt achtervolgd door een bewaker van de kroon die beweert een collectief te zijn met de naam "Archon" die is gecreëerd door de Watchers . De bezeten Nova geeft agenten van de Schaduwraad de opdracht een oerkwaad op te sporen. Steve Rogers krijgt met de hulp van de Xandarian Worldmind tijdelijk de Nova Force om de Serpent Crown/Nova uit te schakelen.
De Secret Avengers krijgen later te maken met het feit dat iemand die op Nick Fury lijkt, voor de Shadow Council blijkt te werken. De echte Fury bevestigt dat wat ze zien een zelfbewuste LMD is, aangepast door Jake Fury . SHIELD zou de LMD vernietigen, maar hij werd gered door de Shadow Council en kreeg de naam Max.  Andere agenten in de "Schaduwraad" zijn een onsterfelijke genaamd Aloysius Thorndrake en voormalig held uit de Gouden Eeuw John Steele .
Shang-Chi biedt zichzelf aan als lokaas om zijn onsterfelijke vader, Zheng Zu, te vangen, die het bloed van een familielid nodig heeft om in leven te blijven.  Ant-Man verijdelt per ongeluk dat plan, maar later loopt het team in de val en wordt Carter ontvoerd. Shang-chi biedt aan om voor haar te ruilen, maar tijdens de ruil vermomt Moon Knight zich als een bewaker van de Schaduwraad. Hij is in staat het team te leiden om de offerceremonie te stoppen.  John Steele wordt gearresteerd en Captain America kan in zijn herinneringen duiken en komt erachter dat John Steele, vanwege zijn acties tijdens een missie in de Tweede Wereldoorlog, uiteindelijk is ontvoerd en gehersenspoeld door de Shadow Council. 
Tijdens de Fear Itself Crossover worden de Secret Avengers opgeroepen om Washington DC te verdedigen. Beast ontmoet een oude congreslidvriend, die een Omega-achtige mutant blijkt te zijn, die standbeelden kan animeren, en laat vervolgens Abraham Lincoln van het Lincoln Memorial en dinosaurussen van het National Museum of Natural History vechten tegen de nazi's.  In nummer 14 krijgen we het oorsprongsverhaal van Valkyrie te horen, over hoe ze haar liefde verdedigde tijdens een gevecht en hoe Odin haar onsterfelijk maakte. Vervolgens leidt ze een groep soldaten in de strijd. 
De Secret Avengers volgen de Shadow Council vervolgens naar een ondergrondse stad,  naar Servië om een zielen stelende vrachtwagen te stoppen,  naar een multiversum,  een fictieve Oost-Europese wapenhandelaar die demonisch supersoldatenserum heeft,  en een buitenaards hybride kweeklaboratorium 
Tijdens een gevecht wordt het team gedood, maar Black Widow kan zich terug in de tijd teleporteren. Om haar team te redden, maar niet het tijdcontinuüm te verstoren, teleporteert ze 44 jaar terug in de tijd en creëert ze de technologie die nodig is om de lasers te stoppen die haar team doden, zonder dat ze zich realiseren dat ze hen heeft gered. 
Max Fury en de Shadow Council vormen de incarnatie van de Masters of Evil, bestaande uit Princess Python II, Vengeance II en Whiplash IV. De Secret Avengers ontdekken hen tijdens een missie onder leiding van Captain America, die Hawkeye's leiderschapskwaliteiten test voordat hij hem de nieuwe teamleider maakt. 
Giant-Man, Captain Britain en de originele Human Torch sluiten zich aan bij de Secret Avengers om een nieuwe bedreiging te onderzoeken, genaamd de Descendants, een leger van synthezoids.  Tijdens het gevecht lijkt het erop dat Ant-Man wordt gedood en Torch ernstig gewond raakt, maar Agent Venom redt het team. Ant-Man verschijnt ongedeerd weer. 
Vervolgens gaat het team over naar het Avengers vs. X-Men -evenement. Ze proberen de Phoenix Force te onderscheppen, maar slagen er niet in om hem te stoppen, zelfs niet met de hulp van Thor. Ze landen op de thuisplaneet Hala van de Kree, maar Protector en Carol Danvers worden overmeesterd door de Kree Hive-mind, die zo wordt gemanipuleerd dat hij de Phoenix Force uitnodigt. Deze is op weg naar Hala, omdat Mar-Vell een deel van de Force heeft geabsorbeerd tijdens een reïncarnatieceremonie. Vision is in staat de controle te doorbreken en Mar-Vell offert zichzelf op in de Phoenix, waarna hij Hala spaart. 
De Masters of Evil beseffen dat John Steele een dubbelagent is, maar weten de mystieke kronen te behouden en stelen zelfs de derde van Taskmaster. Vervolgens ontketenen ze een kwaadaardige kracht genaamd The Abyss op Bagalia, die de geesten van de Masters en de Avengers beheerst. Venom en Ant-Man waren immuun en konden de drie kronen van elkaar scheiden. Black Widow vermoedt dat Ant-Man een LMD is, aangezien hij niet is beïnvloed door The Abyss, maar haar vermoedens worden door Hawkeye van tafel geveegd vanwege Grady's heldhaftige daden, waardoor ze uit protest ontslag neemt. 
De Descendants (met de toevoeging van de Human Torch die was geherprogrammeerd om hen te dienen) lanceerden een massale aanval op de belangrijkste steden van de wereld, begonnen een invasie om deze in te nemen en lanceerden een nano-mist, die langzaam elke mens in Descendants begon te veranderen.  De Secret Avengers vochten tegen hen en Human Torch (die door Captain Britain weer bij zinnen kwam) slaagde erin de Orb of Necromancy te vernietigen, die alle Descendants of the High-Breed doodde en de nano-mist bij alle mensen elimineerde. Voordat hij stierf, vertelde de Vader aan Captain Britain dat hij nog steeds de aanwezigheid voelde van een andere Descendant die niet was gestorven. Hierna kwamen de Secret Avengers weer samen met Captain America om hem te vertellen wat er gebeurd was. Na verloop van tijd besloot Hawkeye de eenheid te demonteren.

### Deel 2
Als onderdeel van Marvel NOW! evenement, een nieuwe versie van de Secret Avengers wordt gevormd onder de jurisdictie van SHIELD. Een mysterieuze reiziger uit de toekomst valt een bataljon SHIELD-agenten aan voordat hij wordt gedood. Na de aanval besluit Maria Hill om SHIELD's versie van de Secret Avengers op te richten. Maria Hill kan Hawkeye, Black Widow, Nick Fury Jr. en Phil Coulson rekruteren. Hun eerste operatie is het dwarsbomen van het plan van de terroristische groepering Al-Qaeda om de teleportatiekennis die Andras Bertesy hen gaf, te gebruiken om een terroristische aanval op de Verenigde Staten uit te voeren. De Secret Avengers volgen de terroristische groep naar Boedapest, waar ze van een van hun leden de coördinaten van de aanval krijgen. Nadat Hawkeye door Black Widow wordt gered, zet Nick Fury Jr. een val op voor het Al-Qaeda-lid dat de aanval zou uitvoeren, door hem in het Oval Office op te wachten om hem te doden. 
In de tweede missie vallen de Secret Avengers Bagalia binnen en vechten ze tegen de Masters of Evil om Taskmaster te bevrijden. Taskmaster wordt vervolgens geveild aan de hoogste bieder. Mockingbird sluit zich bij hen aan en gebruikt SHIELD Camo-Tech om zich voor te doen als Aloysius Thorndrake van de Shadow Council. Nick Fury Jr. betaalt Crossfire om Taskmaster uit zijn cel te laten. Nadat Taskmaster akkoord gaat om zich bij de Secret Avengers aan te sluiten, gaat hij op een missie om de nieuwe Hoge Raad van AIM te infiltreren (bestaande uit Andrew Forson, Graviton, Jude the Entropic Man, Mentallo, Superia en Yelena Belova ). 
Toen Daisy Johnson en Nick Fury Jr. de wapenbeurs bezochten, ontmoetten ze senator Robert Ralston . Daisy ziet dat een van de items op de expo het Iron Patriot -pantser is. AIM valt vervolgens de wapenbeurs aan, wat leidt tot de vermeende dood van senator Robert Ralston tijdens AIM's gevecht met de Secret Avengers. Tijdens het gevecht grijpt Andrew Forson de kans aan om het Iron Patriot-pantser te stelen. 
Regisseur Daisy Johnson gaf Nick Fury, Hawkeye en Black Widow het Protocol D-protocol, dat staat voor de moord op de AIM Scientist Supreme. Hulk werd gerekruteerd om te helpen met de missie, waarbij AIM de technologie van de Iron Patriot Armor dupliceerde om een leger van intelligente drones te creëren. AIM zou deze kunnen gebruiken om de Verenigde Staten te belasten met talloze internationale aanvallen. Hulk slaagde erin de Iron Patriot-drones te vernietigen die Iran aanvielen. Ondertussen praat Phil Coulson met War Machine over het Iron Patriot-pantser. 
De Secret Avengers plunderden AIM Island en vermoordden vermoedelijk Andrew Forson. Daisy Johnson werd uiteindelijk geschorst vanwege het overtreden van het protocol en Maria Hill kreeg opnieuw de leiding over SHIELD. Omdat Andrew Forson al die tijd nog in leven bleek te zijn, is het nieuws bekend dat AIM een nieuw permanent lid van de Veiligheidsraad is geworden. 
Met behulp van holografische communicatie hackte SHIELD het netwerk van AIM en zorgde ervoor dat Rhodes met de pakken kon praten. Zij herkenden hem als "de Piloot", en Tony Stark als "de Maker". Rhodey slaagde erin het Iron Patriot-leger duidelijk te maken dat hun acties van het abrupt aanvallen van tactische punten van vijanden van de VS onacceptabel waren, en verklaarde dat hij ze beter kon onderwijzen als hij ze kon laten zien, waarvoor de androïden Rhodes een andere versie van het Iron Patriot-pantser stuurden. 
MODOK Superior en enkele schurkachtige AIM-agenten sloten zich aan bij SHIELD om een deal te sluiten om Andrew Forson uit te schakelen. 
Nadat de missie mislukt en Mockingbird gestrand is op AIM Island, gaat Taskmaster undercover om haar te bevrijden. Maar wanneer hij de kans krijgt om haar van het eiland te halen, reageert ze nergens op totdat ze allebei gevangen zijn genomen. Later, tijdens zijn verhoor, wordt Taskmaster neergeschoten en schijnbaar gedood door Mockingbird, die nu onder controle staat van Andrew Forsen. 
Andrew Forson onthulde dat Mockingbird jaren geleden in het geheim voor Forson werkte, en dat hij Mockingbird gebruikte om "Victorius uit de weg te ruimen" zodat hij de Cult of Entropy kon overnemen. 

### Deel 3
In de gloednieuwe Marvel NU! , werd een nieuw Secret Avengers-team samengesteld bestaande uit Nick Fury Jr., Black Widow, Phil Coulson en Spider-Woman .  Hawkeye voegt zich enige tijd later weer bij het team.  De serie werd in 2015 na 15 nummers stopgezet.

## Rooster

### Oorspronkelijk team (2010–2013)
| Karakter                | Echte naam                                                 | Toegetreden                   | Notities |
| ----------------------- | ---------------------------------------------------------- | ----------------------------- | --- |
| Commandant Steve Rogers | Steven Rogers                                              | Secret Avengers #1 (mei 2010) | Huidige leider van het Avengers -hoofdteam (als Captain America). Dit team verlaten in Secret Avengers #22 |
| Black Widow             | Natalia Alianovna Romanova ook bekend als Natasha Romanoff | Secret Avengers #1 (mei 2010) | Verliet team in Secret Avengers #32 vanwege vermoedens over Eric O'Grady. Sluit zich weer aan bij het team in Secret Avengers #34 |
| Beast                   | Dr. Henry Philip "Hank" McCoy                              | Secret Avengers #1 (mei 2010) | Verlieten team in Secret Avengers #37 |
| Valkyrie                | Brunhilde                                                  | Secret Avengers #1 (mei 2010) | Verlieten team in Secret Avengers #37 |
| Moon Knight             | Marc Spector                                               | Secret Avengers #1 (mei 2010) | Laatst verschenen als leden in Secret Avengers #21 |
| Agent 13                | Sharon Voerman                                             | Secret Avengers #1 (mei 2010) | Laatst verschenen als leden in Secret Avengers #21 |
| War Machine             | James Rupert "Rhodey" Rhodes                               | Secret Avengers #1 (mei 2010) | Laatst verschenen als leden in Secret Avengers #21 |
| Ant-Man                 | Eric O'Grady                                               | Secret Avengers #1 (mei 2010) | Blijkend vermoord in Secret Avengers #23. Levend onthuld in Secret Avengers #24. Er wordt gehint naar een geheime vervanging door een robot in Secret Avengers #25. De omstandigheden omtrent de dood van O'Grady zijn nog onduidelijk. Bevestigd in #30 als dubbelagent onder controle van "The Father". |
| Nova                    | Richard Ruiter                                             | Secret Avengers #1 (mei 2010) | Verliet team in Secret Avengers #5. Overleden tijdens de gebeurtenissen van The Thanos Imperative . |

### Shattered Heroes-rekruten
| Karakter        | Echte naam          | Toegetreden                           | Notities |
| --------------- | ------------------- | ------------------------------------- | --- |
| Hawkeye         | Clint Barton        | Geheime Avengers #21.1 (januari 2012) | Voormalig leider van Secret Avengers. Verlaat team in Secret Avengers Vol. 2 #16. Sluit zich weer aan bij het team in Secret Avengers Vol. 3 #3. |
| Captain Britain | Brian Braddock      | Geheime Avengers #22 (februari 2012)  | Verlieten team in Secret Avengers #37 |
| Human Torch     | Jim Hammond (alias) | Geheime Avengers #22 (februari 2012)  | Verlieten team in Secret Avengers #37 |
| Giant-Man       | Henry "Hank" Pym    | Geheime Avengers #22 (februari 2012)  | Verlieten team in Secret Avengers #37 |
| Agent Venom     | Flits Thompson      | Geheime Avengers #23 (februari 2012)  | Verlieten team in Secret Avengers #37 |

### Marvel NOW! rekruten
Na de verhaallijn Avengers vs. X-Men en de strijd tegen de Descendants, neemt S.H.I.E.L.D. de directe controle van de Secret Avengers over. 
| Karakter              | Echte naam                | Toegetreden                               | Notities                                            |
| --------------------- | ------------------------- | ----------------------------------------- | --------------------------------------------------- |
| Maria Hill            | Maria Hill                | Secret Avengers Vol. 2 #1 (februari 2013) | Leiderschap van SHIELD .                            |
| Marcus Johnson        | Nick Fury Jr.             | Secret Avengers Vol. 2 #1 (februari 2013) | Leiderschap van SHIELD .                            |
| Phil "Cheese" Coulson | Phil Coulson              | Secret Avengers Vol. 2 #1 (februari 2013) | Leiderschap van SHIELD .                            |
| Mockingbird           | Barbara "Bobbi" Morse     | Secret Avengers Vol. 2 #2                 | Verlaat team in Secret Avengers Vol. 2 #16          |
| Taskmaster            | Tony Meesters             | Secret Avengers Vol. 2 #2                 |                                                     |
| Hulk                  | Dr. Robert "Bruce" Banner | Secret Avengers Vol. 2 #4                 | Laatst gezien als lid in Secret Avengers Vol. 2 #15 |
| Iron Patriot          | James "Rhodey" Rhodes     | Secret Avengers Vol. 2 #6                 | Verlaat team in Secret Avengers Vol. 2 #16          |
| Agent Sarah Garza     | Sarah Garza               | Secret Avengers Vol. 2 #10                | Verlaat team in Secret Avengers Vol. 2 #11          |

### All-New Marvel NOW! rekruten
| Karakter     | Echte naam   | Toegetreden               | Notities |
| ------------ | ------------ | ------------------------- | -------- |
| Spider-Woman | Jessica Drew | Secret Avengers Vol. 3 #1 |          |

### Tijdelijke rekruten
Deze personages sloten zich tijdelijk aan bij het team om te helpen bij die specifieke missie. Ze vormen dus geen deel uit van het team.
| Karakter          | Echte naam                    | Toegetreden                               | Notities |
| ----------------- | ----------------------------- | ----------------------------------------- | --- |
| Prince of Orphans | John Aman                     | Secret Avengers #6 (oktober 2010)         | Wendde zich tot schurk om zich tegen de Defenders te verzetten in Defenders vol. 4 #6 (juli 2012). |
| Shang-Chi         | Shang-Chi                     | Secret Avengers #10 (februari 2011)       | Verliet de serie nadat hij ervan overtuigd was dat hij de gunst die hij Steve Rogers verschuldigd was, in Secret Avengers #18 (december 2011) voldoende had volbracht. |
| Thor              | Thor Odinson                  | Secret Avengers #26 (juni 2012)           | Tijdelijk aangesloten als onderdeel van een aanvalsteam tegen de Phoenix Force. |
| Ms. Marvel        | Carol Danvers                 | Secret Avengers #26 (juni 2012)           | Tijdelijk aangesloten als onderdeel van een aanvalsteam tegen de Phoenix Force. |
| The Protector     | Noh-Varr                      | Secret Avengers #26 (juni 2012)           | Tijdelijk aangesloten als onderdeel van een aanvalsteam tegen de Phoenix Force. |
| Vision            | Victor Shade (alias)          | Secret Avengers #26 (juni 2012)           | Tijdelijk aangesloten als onderdeel van een aanvalsteam tegen de Phoenix Force. |
| Winter Soldier    | James Buchanan "Bucky" Barnes | Geheime Avengers vol. 2 #1 (januari 2013) | Bondgenoot van de Secret Avengers tijdens "the Marvel NOW! new series". Er wordt gesuggereerd dat Barnes, omdat hij geen officieel lid is, het niet eens is met de manier waarop SHIELD de herinneringen van het team verwijderd na missies. Zo werd de herinnering van zijn geliefde en teamgenoot Black Widow gewist na een woordenwisseling waarbij ze door een van zijn vijanden werd gehersenspoeld. |

## Verzamelde edities
| Title                                                                    | Material Collected                                                               | Publication Date   |
| Volume 1                                                                 | Volume 1                                                                         | Volume 1           |
| ------------------------------------------------------------------------ | -------------------------------------------------------------------------------- | ------------------ |
| Secret Avengers, Vol. 1: Mission to Mars                                 | Secret Avengers #1–5                                                             | 19 januari, 2011   |
| Secret Avengers, Vol. 2: Eyes of the Dragon                              | Secret Avengers #6–12                                                            | 6 juli, 2011       |
| Secret Avengers by Ed Brubaker: The Complete Collection                  | Secret Avengers #1-12                                                            | 12 juni, 2018      |
| Fear Itself: Secret Avengers                                             | Secret Avengers #12.1, 13–15; Fear Itself: Black Widow #1                        | 22 februari, 2012  |
| Secret Avengers, Vol. 3: Run the Mission, Don't Get Seen, Save the World | Secret Avengers #16–21                                                           | 11 april, 2012     |
| Secret Avengers by Rick Remender Vol. 1: The Descendants                 | Secret Avengers #21.1, 22–25                                                     | 8 augustus, 2012   |
| Secret Avengers by Rick Remender Vol. 2: Avengers vs. X-Men              | Secret Avengers #26–32                                                           | 5 december, 2012   |
| Secret Avengers by Rick Remender Vol. 3: Rise of the Descendants         | Secret Avengers #33-37                                                           | 2 april, 2013      |
| Secret Avengers by Rick Remender: The Complete Collection                | Secret Avengers #21.1, 22-37                                                     | 9 april, 2019      |
| Volume 2                                                                 |                                                                                  |                    |
| Secret Avengers Vol. 1: Reverie                                          | Secret Avengers (vol. 2) #1-5, materiaal van Marvel Now ! Point One              | 17 september, 2013 |
| Secret Avengers Vol. 2: Iliad                                            | Secret Avengers (vol. 2) #6-11                                                   | 11 maart, 2014     |
| Secret Avengers Vol. 3: How to MA.I.M. a Mockingbird                     | Secret Avengers (vol. 2)#12-16                                                   | 6 mei, 2014        |
| Volume 3                                                                 |                                                                                  |                    |
| Secret Avengers Vol. 1: Let's Have a Problem                             | Secret Avengers (vol. 3) #1-5, Original Sin: Secret Avengers Infinite Comic #1-2 | 11 november, 2014  |
| Secret Avengers Vol. 2: The Labyrinth                                    | Secret Avengers (vol. 3) #6-10                                                   | 7 april, 2015      |
| Secret Avengers Vol. 3: God Level                                        | Secret Avengers (vol. 3) #11-15                                                  | 7 juli, 2015       |

## In andere media

### Televisie
De Secret Avengers komen voor in de televisieserie Avengers Assemble . In de aflevering "Avengers Disassembled" verlaat Captain America de Avengers, om zich aan te sluiten bij S.H.I.E.L.D. en vormt samen met Black Widow, the Falcon en de Hulk de Secret Avengers. In deze aflevering krijgen ze de opdracht om een energiebron van HYDRA te herstellen, maar ze botsen onbedoeld met de Winter Guard voordat ze ontdekken dat de energiebron eigenlijk de Radioactive Man is.

### Film
De Secret Avengers dienen als inspiratie voor films die zich afspelen in het Marvel Cinematic Universe (MCU), maar vormen nooit echt "the Secret Avengers" in de MCU:
- In Captain America: The Winter Soldier (2014) draagt Captain America een pak dat gebaseerd is op het "Super Soldier"-pak dat Steve Rogers droeg in Secret Avengers Vol. 1.
- Hoewel Captain America, Black Widow, Wanda Maximoff en de Falcon in Avengers: Infinity War (2018) niet direct als zodanig worden aangeduid, worden ze wel als een onafhankelijke groep afgebeeld na hun afscheiding van de Avengers in de voorgaande film Captain America: Civil War . Co-regisseur Joe Russo bevestigde in het audiocommentaar voor Infinity War dat dit team de MCU-incarnatie is van de Secret Avengers. [8]

### Video games
- Captain America's "Super Soldier"-pak uit Secret Avengers Vol. 1 verschijnt als een DLC-kostuum voor Captain America in Marvel vs. Capcom 3: Fate of Two Worlds .
- Captain America's "Super Soldier"-pak uit Secret Avengers Vol. 1 verschijnt als een vrij te spelen kostuum voor Captain America in Marvel's Avengers .

### Beoordelingen
- Secret Avengers #1 recensie, bronnen voor stripboeken